# Mangánércbányászat Magyarországon
A mangán fontos kohászati alapanyag. A vas szilárdságát és szívósságát növeli, ezért tengelyek, kerekek gyártására és golyósmalmok bélelésénél használják. Az ellenálláshuzalok készítésénél is jelentős a felhasználása. Magasabb hőmérsékleten hidrogén felszabadulás mellett a vizet bontja. Híg savakban könnyen oldódik. Fontosabb ásványai: manganit, piroluzit, braunit, rodokrozit, hausmannit.

## Hazai előfordulásai
A Bakony meszes-dolomitos vonulatának délkeleti peremén 12 km hosszban, 4–5 km szélességben mintegy 45 km² területen Úrkút közelében karbonátos és oxidos mangánérc található, zömében rétegesen települve. Gumós, vasban gazdag mangánérc telepek is előfordultak.
Eplény közelében a jura-kori mészkő és tűzköves mészkő egyenetlen felszínén mintegy 20 méter vastagságban oxidos mangánérc telep-összlet található, amiben karbonátos réteg is van, és másodlagosan áthalmozott formában is előfordul. Mangán ércesedést találtak Bükkszentkereszt, Nagybörzsöny, Nekézseny és Lábatlan környékén is, de művelésre nem alkalmas mennyiségben.

## A bányászat kezdetei
Az úrkúti előfordulást szénkutatás közben 1922-ben fedezték fel, amire konzorciumot alapítottak és beindítottak egy külszíni fejtést, ahol évi 50 ezer tonna ércet bányásztak, de tőke hiányában a termelést 1930-ban leállították. A termelés csak 1935-ben indították meg ismét külföldi tőkéscsoportok részvételével a Deutsche Bank irányításával. Ezt magyar–német kormányközi megállapodás követte, ami alapján konzorcium alakult a bánya kiépítésére és a magyar állam export kötelezettséget vállalt.
Eplényben a 26-28% mangán tartalmú érc bányászatát a Rimamurányi-Salgótarjáni Vasmű Rt. kezdte meg, kezdetben külszíni fejtésben, majd földalatti bányát létesítettek. Az ércet eleinte az ózdi kohóhoz szállították, de később német felhasználásra is szállítottak. Az egyenetlen telepek és a kedvezőtlen geológiai körülmények miatt a termelés gazdaságtalan volt. A bányát 1944-ben hadiüzemmé nyilvánították, majd 1945-ben leszerelték.

## Az úrkúti bányászat
A német érdekeltség miatt az úrkúti bányát a Szovjet Javak Kezelősége vette át. A bánya újranyitása, víztelenítése után először készletre termeltek, majd ausztriai exportra szállítottak. 1947-ben a bánya fejlesztésére került sor, új mezőket tártak fel és a termelés évi 200 ezer tonnára növekedett. 1952-ben a bánya állami tulajdonba került, és az intenzív fejlesztést továbbra is folytatták. Az omlásveszély és a kísérő kőzetek okozta tűzveszély mellett több alkalommal vízbetörés következett be és a mellékkőzetekben lévő magas SiO2 tartalma miatt a földalatti bányászat por- és szilikózisveszélyesnek minősült. Ezért különleges műszaki intézkedéseket kellett bevezetni (vízöblítéses fúrás, ködzáras robbantás). A létszámhiány miatt és a termelékenység növelése érdekében magas fokú gépesítést alkalmaztak. A közvetlen termelési célú fejlesztéseken kívül lakótelepet, üzemi étkezdét és szennyvíztisztító telepet létesítettek.
A nehéz körülmények ellenére az éves érctermelést 250 ezer tonnán tudták tartani. Nagyon jó minőségű, agyagmentes, finomszemcsés ércet tártak fel kisebb vastagságban, amit külön termelve zsákosan értékesítettek barnakő néven és azt szárazelemgyártásnál használták több százezer tonna mennyiségben. A fejlesztések eredményeként a kitermelt érc minőségét is javítani tudták, a nyersérc mangántartalom elérte a 28-32%-ot. Újabb mélyfúrásos kutatások eredményeként kedvező termelési körülmények között működő külszíni fejtést is kialakítottak.
1968 után a termelést a piaci értékesítési lehetőség határozta meg, a foglalkoztatott létszámot 550 főre kellett csökkenteni ami a természetes elöregedés és a közeli bauxit- és szénbányák elszívó hatása miatt rövid időn belül bekövetkezett. A kohászati karbonátos érc felhasználás technológiai átállások miatt csökkent, egyre jobban növekedett az igény a dúsított érc iránt. A mangánérc export lehetőségei is csökkentek. A hazai uránérc bányászat csökkentése az ércdúsításnál használt karbonátos érc igény további csökkenését eredményezte, amiért átmenetileg a három műszakos üzemről két műszakosra álltak át. Az Úrkúton foglalkoztatott létszám a csúcsidőszaki 870 főről 430 főre csökkent. Mindezek ellenére 25 év alatt 3109 ezer tonna oxidos és 1038 ezer tonna karbonátos ércet termeltek.
2016. június 17-én hozták a felszínre az utolsó csille ércet, a 99 éves bánya bezárt.

## Az eplényi bányászat
Eplényben a bányászat 1946-ban állami kézbe került és az Ércbányászati Nemzeti Vállalat része lett, így már nem volt a vaskohászat célbányája ezzel elvesztette állandó megrendelőjét. Ennek ellenére a bányát fejlesztették, új függőleges aknát létesítettek, új munkásfürdőt építettek, kompresszorállomást, vízvezeték rendszert hoztak létre. Ezzel az eplényi bányaüzem egy korszerű 30 ezer tonna termelési kapacitású kisüzemmé vált. Ezt a termelési szintet tartani tudták 1970-ig, amikor a bányászati körülmények nehezedtek, a műveleteket a mélyebb területen a nyugalmi karsztvíz szintje alatt kellett végezni. A szükségessé váló vízkiemelés miatt a termelési költségek növekedtek, az ércdúsítási kísérletek eredménytelenek voltak. 1975-ben a bánya bezárása mellett döntöttek, amelyhez a Központi Földtani Hivatal a megmaradt ércvagyon miatt nem járult hozzá, így a bánya tartós szüneteltetése következett be. Az eplényi bánya 43 évig működött, ezen idő alatt 740 ezer tonna ércet termeltek.

## Ércdúsítás Úrkúton
Az oxidos és karbonátos érc egyaránt a gyenge-közepes minőségű ércek közé sorolható, amiért az ércek helyszíni dúsítása vált szükségessé.
Az oxidos érc kis ráfordítással, mosó-koptató eljárással dúsítható, az ehhez szükséges műveket már 1926-ban létrehozták, de azt folyamatosan módosítani kellett, melyek során megvalósították a sűrűség szerinti szétválasztást is. A dúsításnál folyamatos gondot jelentett a vízellátás, ami csak az üzemi vízbeszerzéssel vált megoldottá. A fémkihozatal javítására hidrociklon telepet hoztak létre, amivel a 12% mangán tartalmú iszapot 22-24%-ra dúsították, amit a kohászatban és az uránfeldolgozásban is használni tudtak.
A tervezett helyi ferromangán előállítás nem valósult meg.
A karbonátos ércek dúsítására a keletkezésből adódó kis szemcseméret miatt a szokványos eljárások nem voltak alkalmazhatóak. A kísérletek alapján az érc pörkölése utáni mésztejjel és erőműben keletkező füstgázokkal mangán-hidroxidot állítottak elő, melyből hőkezelés után 60% mangán tartalmú oxidot tudtak előállítani.